# Gabriele D'Annunzio
Gabriele D'Annunzio (Pescara, 12 de marzo de 1863-Gardone Riviera, 1 de marzo de 1938), príncipe de Montenevoso y duque de Gallese, fue un novelista, poeta, dramaturgo, periodista, militar y político italiano, creador principal del Estado Libre de Fiume (1920-1924) y de su peculiar constitución, la Carta de Carnaro. Ocupó un lugar destacado en la literatura italiana de 1889 a 1910 y posteriormente en la vida política de 1914 a 1924. A menudo se le conoce con el epíteto: «il Vate» («el Poeta»).
D'Annunzio se asoció con el movimiento del decadentismo en sus obras literarias, que interactuaba estrechamente con el simbolismo francés y el esteticismo británico. Estas obras representaban un giro contra el naturalismo de los románticos precedentes y eran a la vez sensuales y místicas. Fue influido por las ideas de Friedrich Nietzsche, hecho que se plasmaría en sus aportaciones literarias y políticas posteriores. Sus relaciones con varias mujeres, entre ellas la actriz Eleonora Duse y la mecenas Luisa Casati, fueron objeto de atención pública.
Durante la Primera Guerra Mundial, la percepción de D'Annunzio en Italia pasó de ser una figura literaria a un héroe de guerra nacional. Se le asoció con las tropas de élite Arditi del ejército italiano y participó en acciones como el vuelo sobre Viena. Como parte de la reacción nacionalista italiana contra la Conferencia de Paz de París, creó la efímera Regencia Italiana de Carnaro en Fiume con él mismo como Duce. La constitución hacía de la "música" el principio fundamental del Estado, que era de naturaleza corporativista. D'Annunzio, que predicaba un ultranacionalismo italiano, nunca se llamó a sí mismo fascista, si bien se le ha atribuido el inventar parcialmente el fascismo italiano, ya que tanto sus ideas como su estética fueron una influencia para Benito Mussolini.

## Biografía
Gabriele D'Annunzio nació un 12 de marzo de 1863 en el municipio de Pescara, en la provincia de Abruzos, en el seno de una familia burguesa y privilegiada. Gabriele era hijo de Paolo D'Annunzio, un terrateniente rico y alcalde del pueblo, y de doña Luisa de Benedictis. Gabriele era el tercero de cinco hijos y vivió una infancia feliz, distinguiéndose por inteligencia y vivacidad. Su padre originalmente se llamaba Paolo Rapagnetta (apellido de su madre, soltera) que a la edad de trece años fue adoptado por un tío rico sin hijos, Antonio d'Annunzio, de quien tomaría su apellido.

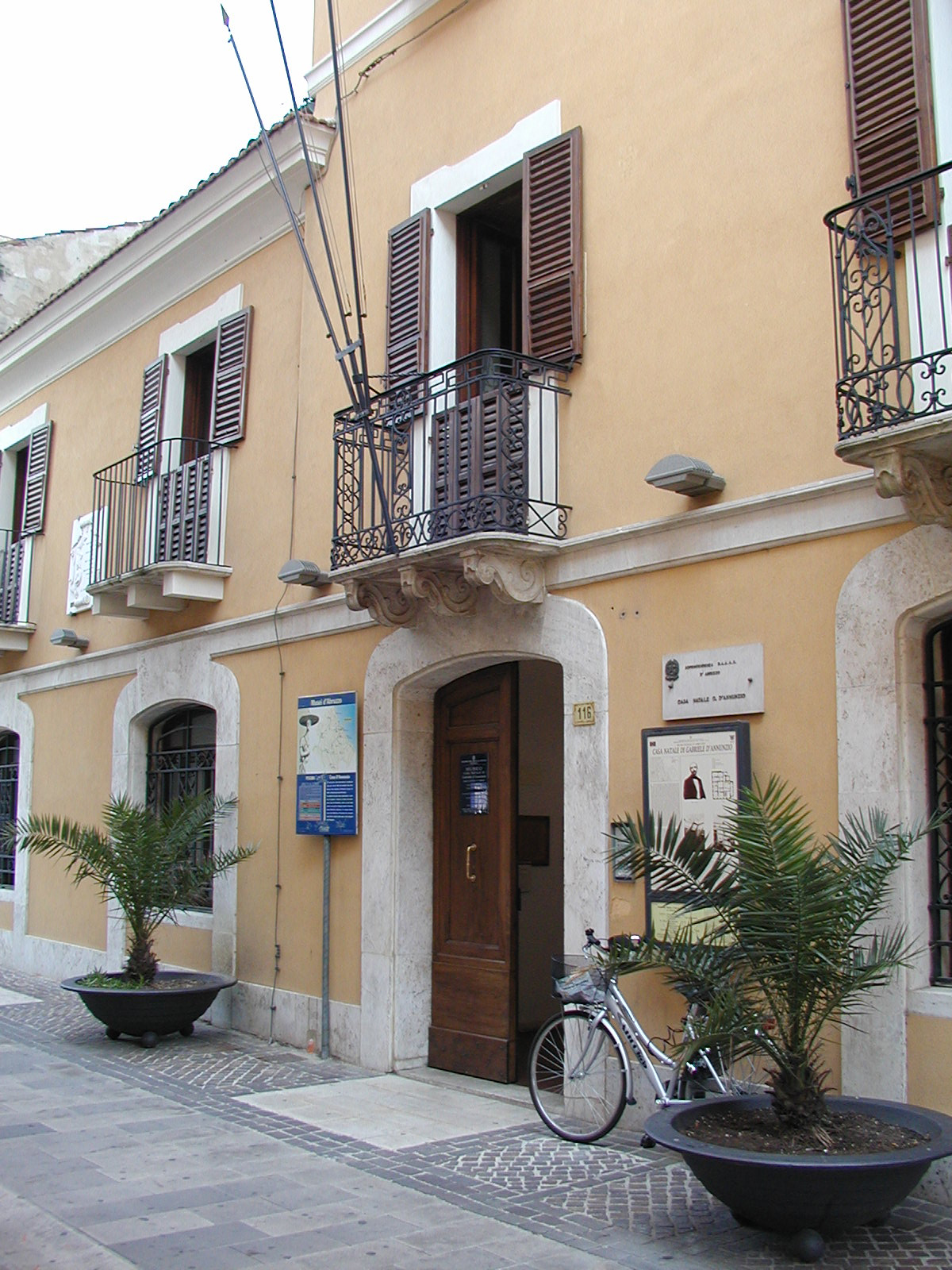
Casa natal de D'Annunzio en Pescara.

Gabriele estudió en la escuela en el Liceo Cicognini en Prato, Toscana, y publicó su primer libro de poesía a los dieciséis años, un pequeño volumen de versos llamado Primo Vere (1879), influenciado por el Odi barbare de Giosuè Carducci. Su verso se distinguía por una gracia tan ágil que Giuseppe Chiarini al leerlos llevó al desconocido joven ante el público en un artículo entusiasta. En 1881 ingresó en la Universidad de La Sapienza de Roma, en la que formó parte de los diversos grupos literarios existentes. También escribió críticas y artículos para periódicos locales. Su primera novela, Il piacere (El placer), se publicó en 1889.
Se casó con Maria Hardouin di Gallese en 1883, y con ella tuvo tres hijos, pero su matrimonio terminó en 1891. En 1894 inició una tempestuosa historia de amor con la actriz Eleonora Duse, relación que terminó en 1910. En 1897 D’Annunzio fue elegido miembro de la Cámara de los Diputados por un periodo de tres años, pero en 1910 su estilo de vida temerario le obligó a dimitir. Huyó a Francia para escapar de sus acreedores. Allí colaboró con el compositor Claude Debussy en la obra El martirio de San Sebastián (1911).
Tras el inicio de la Primera Guerra Mundial, D’Annunzio regresó a Italia y pronunció varios discursos apoyando la entrada de Italia en el bando de los Aliados. Fue piloto de guerra voluntario y perdió la visión de un ojo en un accidente aéreo. El 9 de agosto de 1918, como comandante del escuadrón número 87 conocido como «La Serenísima», organizó una de las mayores hazañas de la contienda al conseguir que nueve aviones realizaran un viaje hasta Viena para lanzar panfletos propagandísticos.

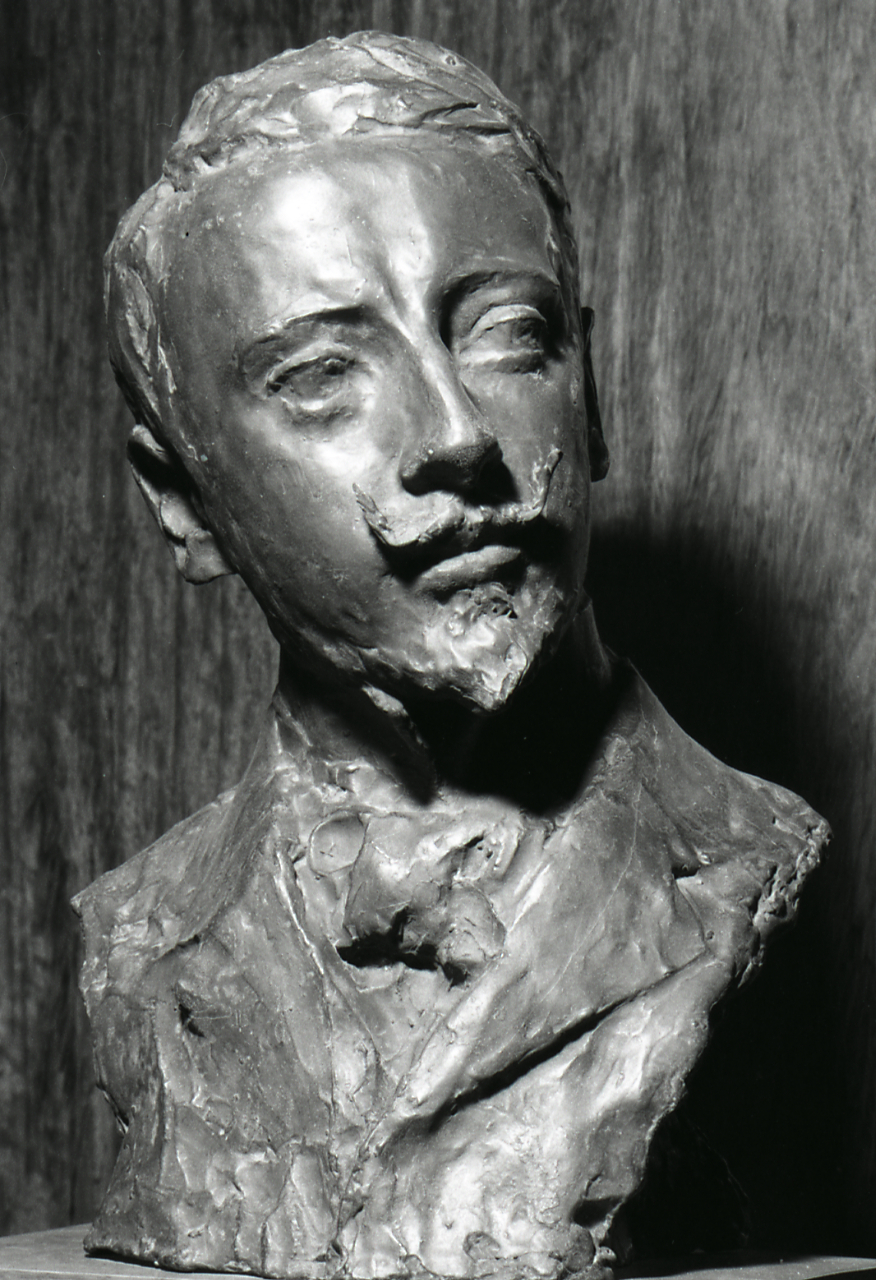
Busto de Paolo Troubetzkoy, 1892. Vittoriale degli italiani, Gardone Riviera. Foto de Paolo Monti (1969).

La guerra hizo que sus ideas nacionalistas se hicieran más fuertes. La cesión de la ciudad de Fiume (actualmente Rijeka en Croacia) en la Conferencia de París de 1919 le irritó. Lideró a los nacionalistas italianos de la ciudad que se apoderaron de ella y forzaron la retirada de las tropas estadounidenses, francesas y británicas que la ocupaban. Pretendía que Italia se anexionara de nuevo Fiume, pero la petición fue denegada.
Entonces, D’Annunzio declaró Fiume como un estado constitucional independiente, el Estado libre de Fiume, presagio del posterior sistema fascista italiano. Se nombró a sí mismo Duce. Intentó organizar una alternativa a la Sociedad de Naciones para las naciones oprimidas del mundo (como Fiume) e intentó realizar alianzas con varios grupos separatistas de los Balcanes sin demasiado éxito.
D’Annunzio ignoró el Tratado de Rapallo y declaró la guerra a Italia, en la llamada Navidad sangrienta. Finalmente se rindió en diciembre de 1920 después de que el ejército italiano bombardeara la ciudad. Después del incidente de Fiume, D’Annunzio se retiró a su villa de Cargnacco a orillas del lago de Garda, en el municipio de Gardone Riviera, y pasó sus últimos años escribiendo. Aunque tuvo una gran influencia en la ideología de Benito Mussolini, nunca estuvo directamente implicado en los gobiernos fascistas italianos.
A petición de Benito Mussolini, el rey Víctor Manuel III crea el título nobiliario de príncipe de Montenevoso en honor a la montaña homónima. El título, aunque no representa ningún feudo principesco en realidad, fue creado motu proprio para condecorar a D'Annunzio por la victoria del ejército italiano sobre el austríaco en la Primera Guerra Mundial.
En 1937 fue nombrado miembro de la Real Academia Italiana. Gabriele D’Annunzio murió de forma fulminante el 1 de marzo de 1938. Mussolini le ofreció funerales de estado.

## Ideología
Se lo considera un precursor de los ideales y las técnicas del fascismo italiano. Su ideario nació en Fiume, cuando escribió junto a Alceste de Ambris su constitución. De Ambris se encargó de la parte legal, mientras que D’Annunzio aportó sus habilidades como poeta. La constitución establecía un Estado corporativista, con nueve corporaciones para representar a diferentes sectores de la economía (empleados, trabajadores, profesionales) así como una «décima» (idea de D’Annunzio), representación de los «humanos superiores» (héroes, poetas, profetas, superhombres). La constitución declaraba también que la música era el principio fundamental del Estado.
Ahí nació también parte de la cultura autoritaria que Benito Mussolini aprendió e imitó de D’Annunzio: su método de gobierno en Fiume, la economía del estado corporativo, largos y emotivos rituales nacionalistas, el saludo romano, seguidores ataviados con camisas negras, respuestas brutales y una fuerte represión contra la disidencia comunista.
D’Annunzio defendía la política expansionista italiana y aplaudió la invasión italiana de Etiopía. Era ateo.

## Literatura
En lo más alto de la fama, D’Annunzio fue aclamado por la originalidad, el poder y el decadentismo de sus escritos. Su trabajo tuvo un inmenso impacto en toda Europa e influyó en generaciones de escritores italianos. Sin embargo, su reputación literaria ha estado siempre ligada a su asociación con el fascismo.
Fue un escritor prolífico. Entre sus novelas, escritas en italiano, se incluyen obras como El placer (1889), El triunfo de la muerte (1894), y Las vírgenes de las rocas (1896). Escribió el guion de la película Cabiria, basada en diversos episodios de la segunda guerra púnica. Las obras de D’Annunzio estuvieron muy influidas por la escuela simbólica francesa y contienen episodios de gran violencia y descripciones de estados mentales anormales, junto con magníficas escenas imaginarias.
La poesía de D’Annunzio cautivó a Gabriela Mistral, cuyo nombre real era Lucila Godoy Alcayaga. Ella adoptó su seudónimo combinando los nombres de dos de sus poetas favoritos: Gabriele D’Annunzio, y Frédéric Mistral, un poeta francés que ganó el Premio Nobel de Literatura en 1904 y fue un gran defensor de la lengua occitana. Comenzó a utilizar este nombre alrededor de 1908 y lo consolidó en 1914 cuando ganó los Juegos Florales en Santiago con su poema Sonetos de la muerte.

## Obra

### Novela
- Il piacere (El placer, 1889)
- Giovanni Episcopo (1891)
- L'innocente (El inocente, 1892)
- Il trionfo della morte (El triunfo de la muerte, 1894)
- Le vergini delle rocce (Las vírgenes de las rocas, 1895)
- Il fuoco (El fuego, 1900)
- Forse che sì forse che no (Puede que sí, puede que no, 1910)

### Cuentos y prosa
- Terra vergine (Tierra virgen, 1882)
- Il libro delle Vergini (1884)
- San Pantaleone (1886)
- Novelle della Pescara (1902)
- Prose scelte (antología, 1906)
- La Vita di Cola di Rienzo (biografía, 1912)
- Contemplazione della morte (1912)
- Le faville del maglio (Las chispas del martillo, 1911-1914)

### Teatro
- Sogno d'un mattino di primavera (Sueño de una mañana de primavera, 1897)
- Sogno d'un tramonto d'autunno (Sueño de un ocaso de otoño, 1897)
- La gloria (1899)
- Più che l'amore (Más que el amor, 1906)
- Le Chèvrefeuille (1910)
- Il ferro (El hierro, 1910)
- Le martyre de Saint Sébastien (1911)
- Parisina (1912)
- La Pisanelle (1913)

#### Tragedia
- La città morta (La ciudad muerta, 1899)
- La Gioconda (1899)
- Francesca da Rimini (1902)
- L'Etiopia in fiamme (Etiopía en llamas, 1904)
- La fiaccola sotto il moggio (La llama bajo el grano, 1905)
- La nave (1908)
- Fedra (1909)
- La figlia di Jorio (La hija de Jorio, 1904)

### Poesía
- Primo vere (1879)
- Canto novo (1882)
- Poema paradisíaco (1893)
- Los cinco libros de Laudi del cielo, del mare, della terra e degli eroi (escritos entre 1903 y 1918):
  - Maia (Canto amebeo della guerra) (1903)
  - Elettra (1903)
  - Alcyone (1903)
  - Merope (1912)
  - Asterope (Canti della guerra latina) (1918)

### Obras autobiográficas
- La Leda senza cigno (La Leda sin cisne, 1916)
- Notturno (Nocturno, 1921)
- Il venturiero senza ventura e altri studi del vivere inimitabile (1924, en el ciclo de Le faville del maglio)
- Il compagno dagli occhi senza cigli e altri studi del vivere inimitabile (1928, en el ciclo de Le faville del maglio)
- Le cento e cento e cento e cento pagine del libro segreto di Gabriele d'Annunzio tentato di morire o Libro segreto (1935, firmado bajo el pseudónimo de Angelo Cocles)

### Oratoria política
- L’Armata d’Italia (1888)
- Per la più grande Italia (1915)

### Orazione per la sagra dei Mille (5 maggio 1915) (1915)
- La riscossa (1917)
- Lettera ai dalmati (1919)
- Carta del Carnaro. Disegno di un nuovo ordinamento dello Stato libero di Fiume (1920)
- Teneo te, Africa (1936)
- Le dit du sourd et du muet qui fut miraculé en l’an de grâce 1266, de Gabriele d’Annunzio qu’on nommoit Guerra de Dampnes (1936)

### Epistolario
- Solus ad solam (publicado póstumo, en 1939).

### Cine
- En tiempos del Cine Mudo, varias películas contaron con guion de Gabriele D' Annunzio, entre ellas "Il Sogno di un Tramonto d`Autunno" (1911), "Cabiria" (1914), "El Fuego" (1916) y "La Nave" (1921).
- Ya en tiempos de cine sonoro, varias películas basaron su guion en novelas suyas adaptadas para la gran pantalla, entre ellas "El Delito de Giovanni Episcopo" (1947) dirigida por Alberto Lattuada o "El Inocente" (1976) dirigida por Luchino Visconti.